# Děmidovové

Erb Děmidovů

Děmidovové (rusky Демидовы, Děmidovy, příjmení mužského člena rodu je Демидов, Děmidov) je ruský podnikatelský a šlechtický rod. Nejstarším známým členem byl kovář z okolí Tuly Děmid Antufjev, jehož syn Nikita Děmidovič Antufjev (1656–1725) získal roku 1699 od ruské vlády zakázku na výstavbu první slévárny na Uralu. Díky úspěchu tohoto podnikatelského záměru zbohatl a car Petr I. Veliký ho roku 1720 povýšil na šlechtice. Nikita Děmidovič pokračoval v podnikání a roku 1725 vyslal na Sibiř výpravu, která měla najít naleziště drahých kovů a jiných surovin. I tento podnik měl úspěch a Děmidovové díky němu velmi zbohatli. Rod měl ve svých řadách vysoké civilní i vojenské hodnostáře a také četné mecenáše vědy a umění. Například Státní univerzitu v Jaroslavli založil Pavel Grigorjevič Děmidov (1738–1821), jehož jméno nese. Jedna část rodu se usadila v Toskánsku, kde získali knížecí titul a jméno Demidoff di San Donato. Jinou knížecí linii rodu, Lopuchiny-Děmidovy (Лопухины-Демидовы, Lopuchin-Děmidov), založil generálporučík Nikolaj Petrovič Děmidov (1836–1910), vnuk kněžny Jekatěriny Petrovny Lopuchinové (1783–1830), jejíž rod Lopuchinové vymřel.